# Wiechetki Małe
Wiechetki Małe [pronunciación en polaco: /vjɛˈxɛtki ˈmawɛ/] es un pueblo ubicado en el distrito administrativo de Gmina Bielany, dentro del Condado de Sokołów, Voivodato de Mazovia, en el este de Polonia central. Se encuentra aproximadamente a 5 kilómetros al oeste de Bielany, a 10 kilómetros al suroeste de Sokołów Podlaski, y a 82 kilómetros al este de Varsovia.